# Mistrzostwa Europy w Lekkoatletyce 1946 – skok wzwyż kobiet

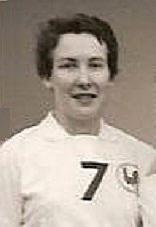
Anne-Marie Colchen

Skok wzwyż kobiet był jedną z konkurencji rozgrywanych podczas III Mistrzostw Europy w Oslo. Został rozegrany w czwartek, 22 sierpnia 1946 roku. Zwyciężczynią tej konkurencji została Francuzka Anne-Marie Colchen. W rywalizacji wzięło udział dziesięć zawodniczek z siedmiu reprezentacji.

## Rekordy
| Rekord świata     | Fanny Blankers-Koen (NED) | 1,71 | Amsterdam, Holandia | 30.05.1943 |
| Rekord Europy     | Fanny Blankers-Koen (NED) | 1,71 | Amsterdam, Holandia | 30.05.1943 |
| Rekord mistrzostw | Ibolya Csák (HUN)         | 1,64 | Wiedeń, III Rzesza  | 18.09.1938 |

## Wyniki
| Miejsce | Zawodniczka          | Wynik | Uwagi |
| ------- | -------------------- | ----- | ----- |
| 1       | Anne-Marie Colchen   | 1,60  |       |
| 2       | Aleksandra Czudina   | 1,57  |       |
| 3       | Anne Iversen         | 1,57  | NR    |
| 4       | Fanny Blankers-Koen  | 1,57  |       |
| 5       | Micheline Ostermeyer | 1,57  |       |
| 6       | Triny Bourkel        | 1,57  |       |
| 7       | Dora Gardner         | 1,54  |       |
| 8       | Milly Ludwig         | 1,48  |       |
| 9       | Joyce Judd           | 1,45  |       |
| 10      | Edith Øieren         | 1,40  |       |